# Patricia Dagban-Zonvide
Patricia Dagban-Zonvide (Lomé, 17 de março de 1960) é uma política togolesa.

## Carreira
Patricia Dagban-Zonvide nasceu em Lomé, e frequentou a Escola Secundária Tokoin. Ela tem um bacharelado e um mestrado em letras modernas pela Universidade Nacional de Abijã e um mestrado em geografia tropical da Universidade do Benim em Lomé. A partir de 1982 passou a lecionar no Moderne College em Dabou, na Costa do Marfim, e na escola de meninos em Bingerville. Retornou ao Togo depois de dez anos no exterior para lecionar em escolas secundárias e no Centro Internacional de Pesquisa e Estudos da Linguagem (CIREL). Ela estudou para um doutorado em literatura africana e comparativa da Universidade de Lomé e depois trabalhou como professora assistente de artes e humanidades na mesma universidade. Dagban-Zonvide é casada e tem dois filhos.
Dagban-Zonvide foi nomeada Ministra para o Avanço da Mulher em julho de 2012 no governo de Faure Gnassingbé. Foi oficialmente empossada no dia 1 de agosto de 2012, em uma cerimónia formal com a ministra que estava a deixar o cargo, Henriette Kouévi-Amédjogbé. Dagban-Zonvide liderou a lista do partido para Lomé para as eleições de julho de 2013, mas foi removida do cargo de ministra em setembro daquele ano. Em abril de 2015, ela foi a 3.ª vice-presidente da Assembleia Nacional.